# 常陸五山
常陸五山（ひたちござん）は、常陸国、現在の茨城県県北地域にある花園山 （花園神社）、竪破山（黒前神社）、東金砂山（東金砂神社）、西金砂山（西金砂神社）、真弓山（真弓神社）の5つの山または神社を指す呼称。

## 概要
それぞれに歴史上互いに密接な関りがある。「華園山縁起」によれば795年（延暦14年）坂上田村麻呂が桓武天皇の勅を受け征夷大将軍として奥州征伐の折に五山を草創したとあり、中世には慈覚大師円仁が山王権現の分霊を勧請し開山したとする伝説が主体となった。
常陸五山は元来神仏習合であり、花園山（華園山）は薬師如来、竪破山は釈迦如来、東金砂山は薬師如来、西金砂山は千手観音菩薩、真弓山は釈迦如来、それぞれが本尊として祀られていたという。後世の地域領主などによる宗教改革により仏閣や仏像が破却または移転されたため、今日その痕跡の大半が失われ確認することはできないが、東金砂神社の鐘楼や日吉山王権現の使徒である猿をモチーフにした造形物や神事にその面影を見ることができる。